# Trevelgue Head

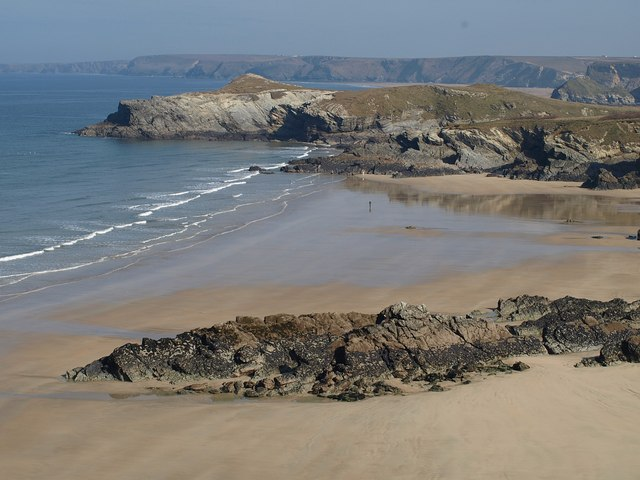
Trevelgue Head im Hintergrund

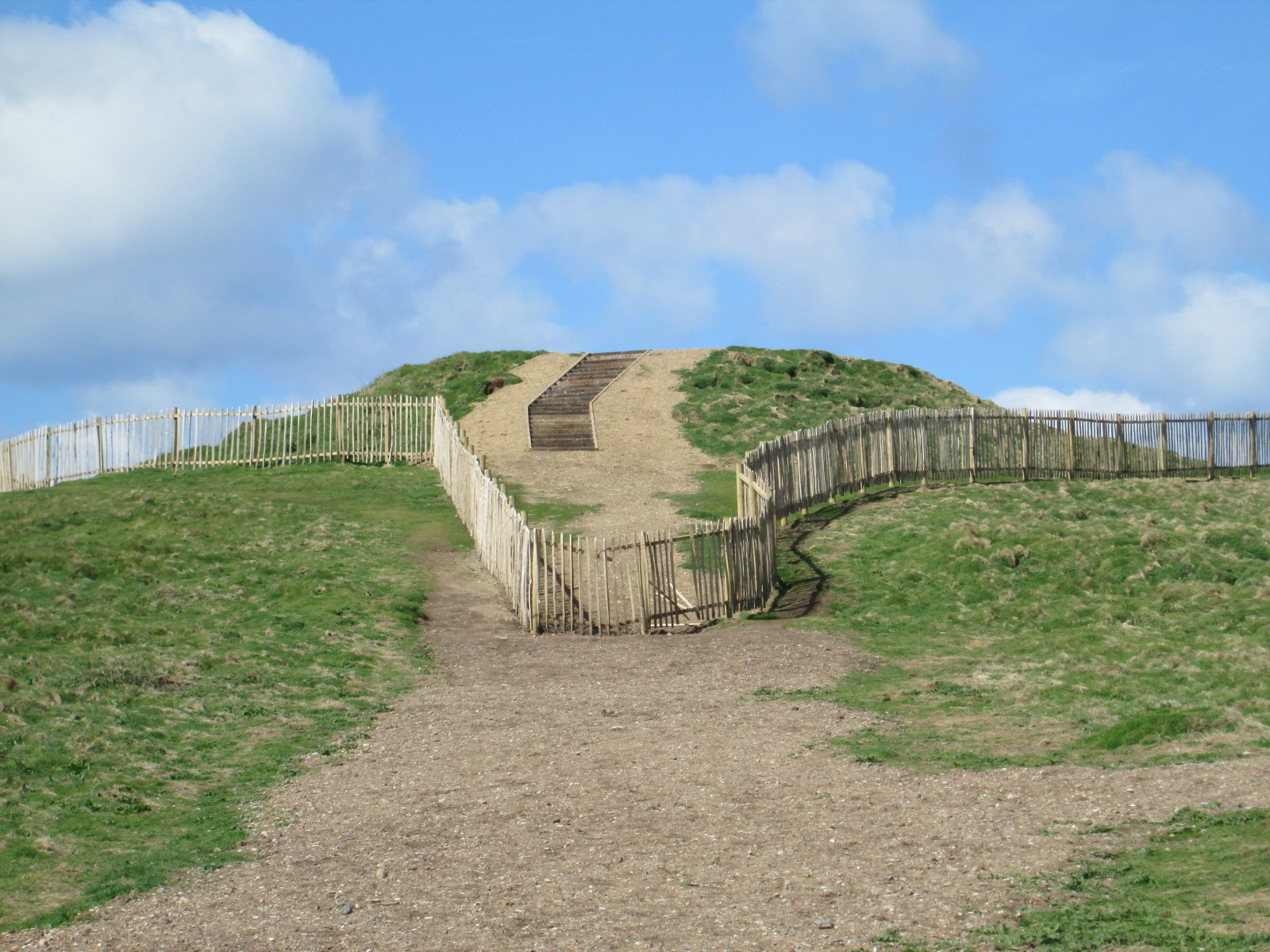
Trevelgue Head

Das Cliff Castle oder Promontory Fort Trevelgue Head bei Porth im Nordosten von Newquay an der Nordküste von Cornwall in England ist eines der bekanntesten vorzeitlichen Denkmäler Cornwalls. Es besteht aus einer durch massive Erd- und Steinwälle abgetrennten Landzunge, auf der auch zwei große frühbronzezeitlichen Grabhügel und zwei Rundhausfundamente liegen. Es gibt etwa 30 Promontory Forts an der Küste Cornwalls. Der Sturm hat einen schmalen Landstreifen entfernt, der das Vorgebirge mit dem Festland verband und Trevelgue Head wurde zu einer Gezeiteninsel, die heute über eine Brücke erreicht wird.

## Grabungsgeschichte
1939 wurde Trevelgue archäologisch untersucht. Charles Kenneth Croft Andrew (1899–1981) leitete die Arbeiten. Trotz regen öffentlichen Interesses wurden die Ergebnisse der Arbeit erst Jahre später veröffentlicht, da das Projekt am Vorabend des Zweiten Weltkriegs gestoppt wurde. Die Ausgrabungen des ersten umfassend untersuchten Promontory Forts haben eine Fülle von Informationen über Trevelgues speziellen Charakter insbesondere während des 1. Jahrtausends v. Chr. erbracht. Das Cliff hat indes eine Geschichte, die bis in die Mittelsteinzeit zurück reicht, aber die Hauptnutzungsphase ist mit dem Bau der komplexen Wälle verbunden und liegt im 6. bis 1. Jahrhundert v. Chr.

## Funde und Befunde
Im Innenraum eines einmaligen Rundhauses wurde neben Bereichen mit vorindustrieller Eisenverhüttung auch Midden (Abfallschichten) untersucht. Der Bau aus der Eisenzeit hat 14,5 m Durchmesser und ist eines der größten Gebäude aus dieser Zeit, die in Cornwall entdeckt wurden.
Metallische Gegenstände aus Eisen, Kupfer und Zinn sowie 200 kg Eisenschlacke wurden zusammen mit Schmelzöfen und Erzröstgruben gefunden. Sie belegen die regionale Schlüsselrolle von Trevelgue. Den Einfluss von Trevelgue zum Zeitpunkt der grundlegenden gesellschaftlichen Veränderung durch die Eisentechnologie untermauert die Tatsache, dass er über die Tamar (Fluss) hinaus bis nach Devon und Südengland reichte.
Über 4.000 Scherben von dekorierter Südwest-Keramik zeigen den hohen Standard der Herstellung und des künstlerischen Ausdrucks. Diese Kollektion ist wissenschaftlich datiert und eine der wichtigsten keramischen Sammlungen im Südwesten.
2004 waren Maßnahmen erforderlich, um den Grabhügel aus der Bronzezeit auf Trevelgue Head auszubessern. Dies war notwendig, um die Effekte der Erosion sowie den Verschleiß durch die Besucher zu bewältigen.
Die Ausgrabung hat eine für Cornwall ungewöhnlich große Menge von gut erhaltenen Tierknochen erbracht, die die Bedeutung der Viehwirtschaft zu dieser Zeit (siehe Dartmoor Pounds) anzeigen. Die Radiokarbon-Daten erbrachten zudem wichtige Daten für die regionale und nationale Eisenzeitforschung. Seit 1997 werden die wichtigsten Entdeckungen und Funde publiziert. Eine Monographie erschien im Jahre 2011.